# Лібоцедрус
Лібоцедрус (Libocedrus) — рід, зазвичай з п'яти видів, хвойних дерев родини кипарисових, що походиться з Нової Зеландії та Нової Каледонії. Рід пов'язаний з південноамериканськими родами пільгеродендрон (Pilgerodendron) і австроцедрус (Austrocedrus) та новогвінейським родом папуацедрус (Papuacedrus), всі з яких включаються до роду лібоцедрус деякими ботаніками. У свою чергу ці чотири роди близькі до родів північної півкулі калоцедрус (Calocedrus) і туя (Thuja): раніше навіть представники роду калоцедрус поміщалися до роду лібоцедрус. Проте сучасні дані вказують, що вино набагато менше пов'язані, ніж вважалося раніше. Назва «лібоцедус» означає «сльозовий кедр», ймовірно посилаючись на краплинки смоли.